# HMLA-167
167ème Escadron d'hélicoptères légers d'attaque (USMC)
Le Marine Light Attack Helicopter Squadron 167 (ou HMLA-167) est un escadron d'hélicoptère d'attaque de l'Aviation du Corps des Marines des États-Unis composé d'hélicoptères d'attaque Bell AH-1 SuperCobra (en) et d'hélicoptères utilitaires Bell UH-1Y Venom. L'escadron, connu sous le nom de "Warriors" est basé à la Marine Corps Air Station New River, en Caroline du Nord. Elle est sous le commandement du Marine Aircraft Group 29 (MAG-29) et de la 2nd Marine Aircraft Wing (2nd MAW).

## Mission
Soutenir le commandement de la Force tactique terrestre et aérienne des Marines en fournissant un soutien aérien offensif, un soutien utilitaire, une escorte armée et une coordination des armes de soutien aéroportées, de jour comme de nuit dans toutes les conditions météorologiques lors d'opérations expéditionnaires, interarmées ou combinées

## Historique

### Origine

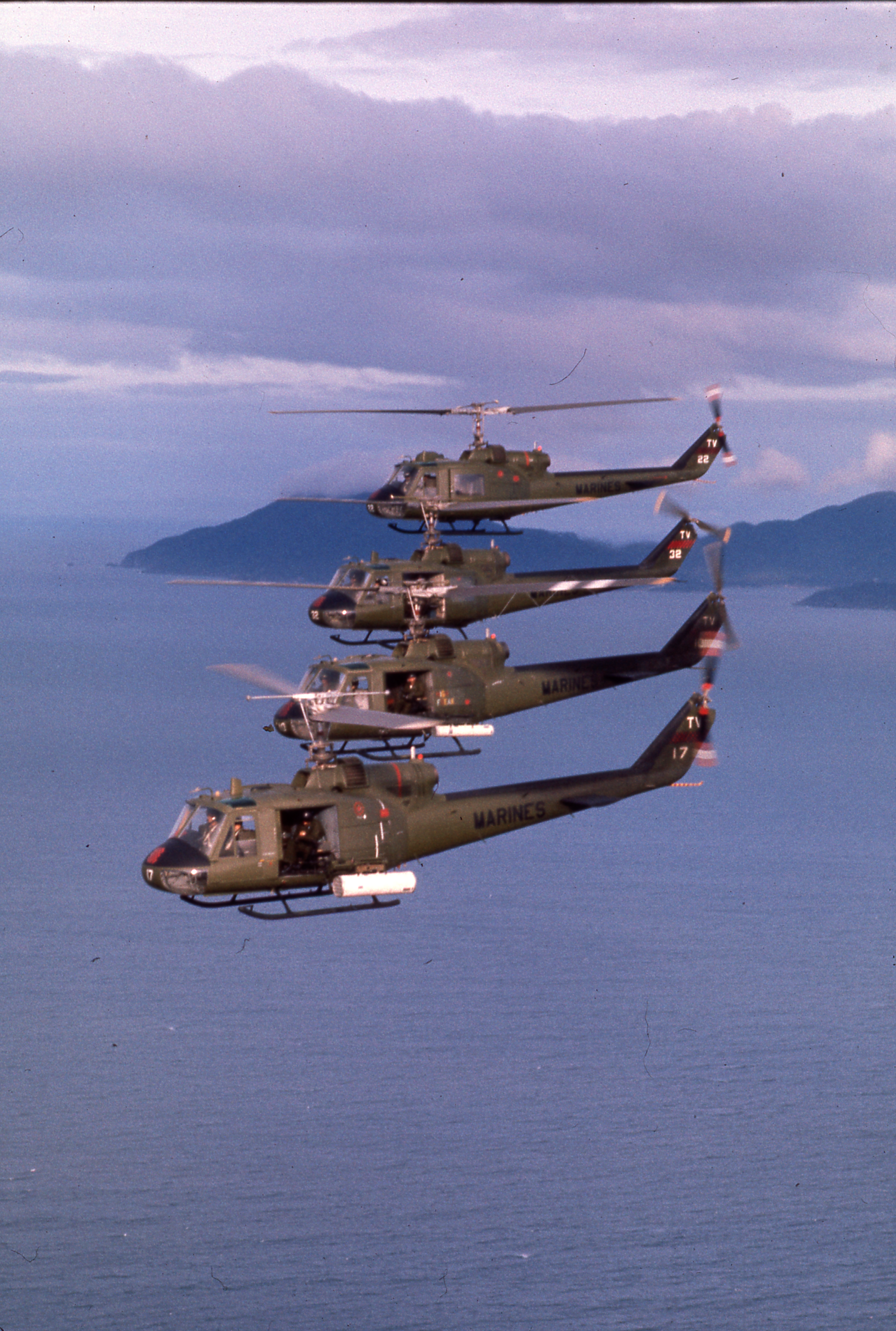
Des UH-1E du HMLA-167 au Sud-Vietnam en 1970.

Le HMLA-167 a été mis en service le 15 mars 1968 à Marble Mountain Air Facility (en), en République du Viêt Nam.Jusqu'en juin 1971, il a participé à des opérations contre les forces communistes en volant en UH-1E Iroquois pendant la durée de son mandat durant la guerre du Vietnam. En mai 1971, le HML-167 était le dernier escadron d'hélicoptères de l'US Marine Corps en activité au Vietnam ayant effectué plus de 60.000 heures de vol de combat. Le 19 juin 1971, le HML-167 a été transféré au MCAS New River en Caroline du Nord intégrant le Marine Aircraft Group 26 du 2nd Marine Aircraft Wing.
En 1984, l'escadron a reçu le AH-1 Cobra et dès 1989 le AH-1 Super Cobra.

### Service
Le HMLA-167 a été actif dans : 

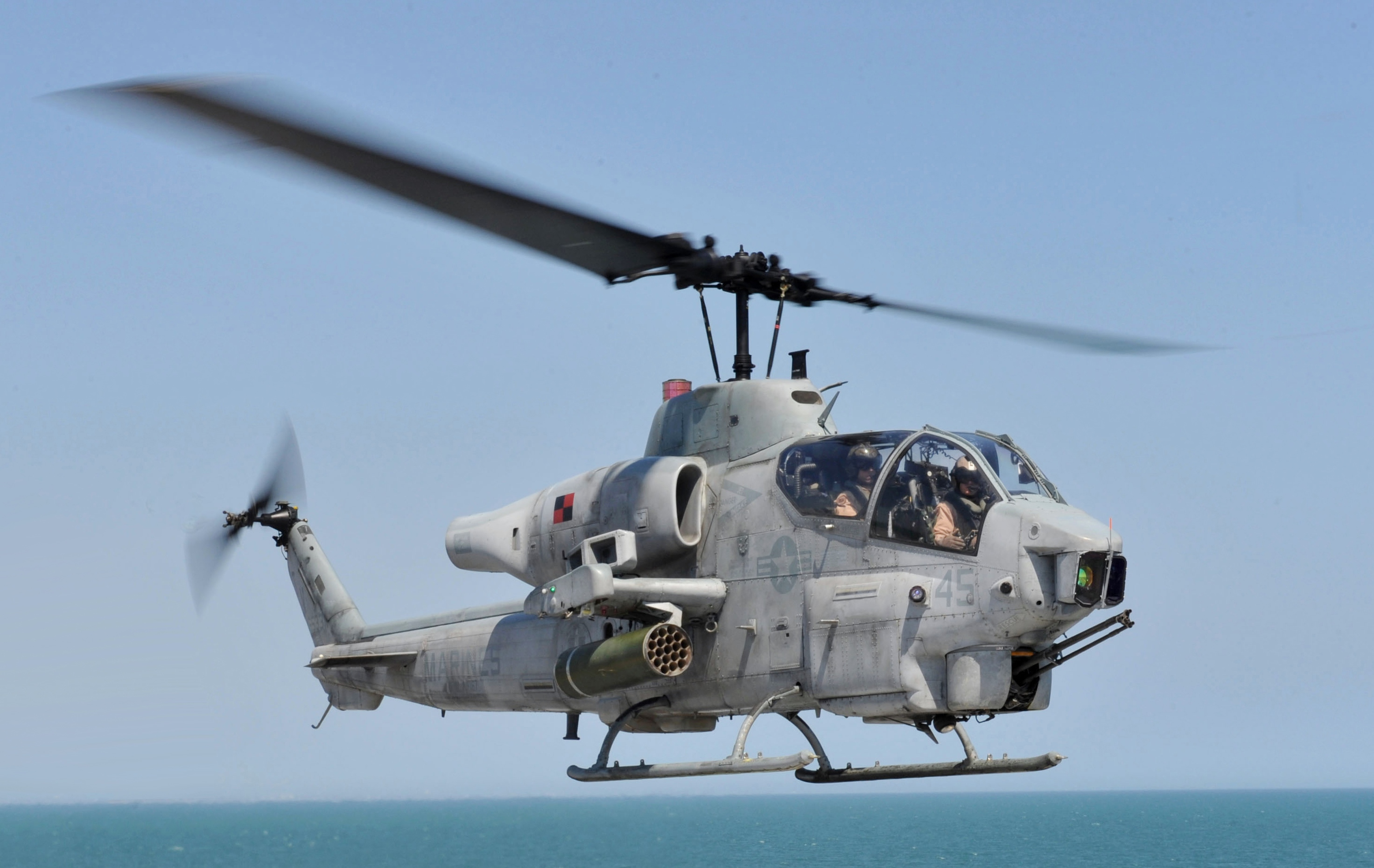
Super Cobra du HMLA-167 (2013)

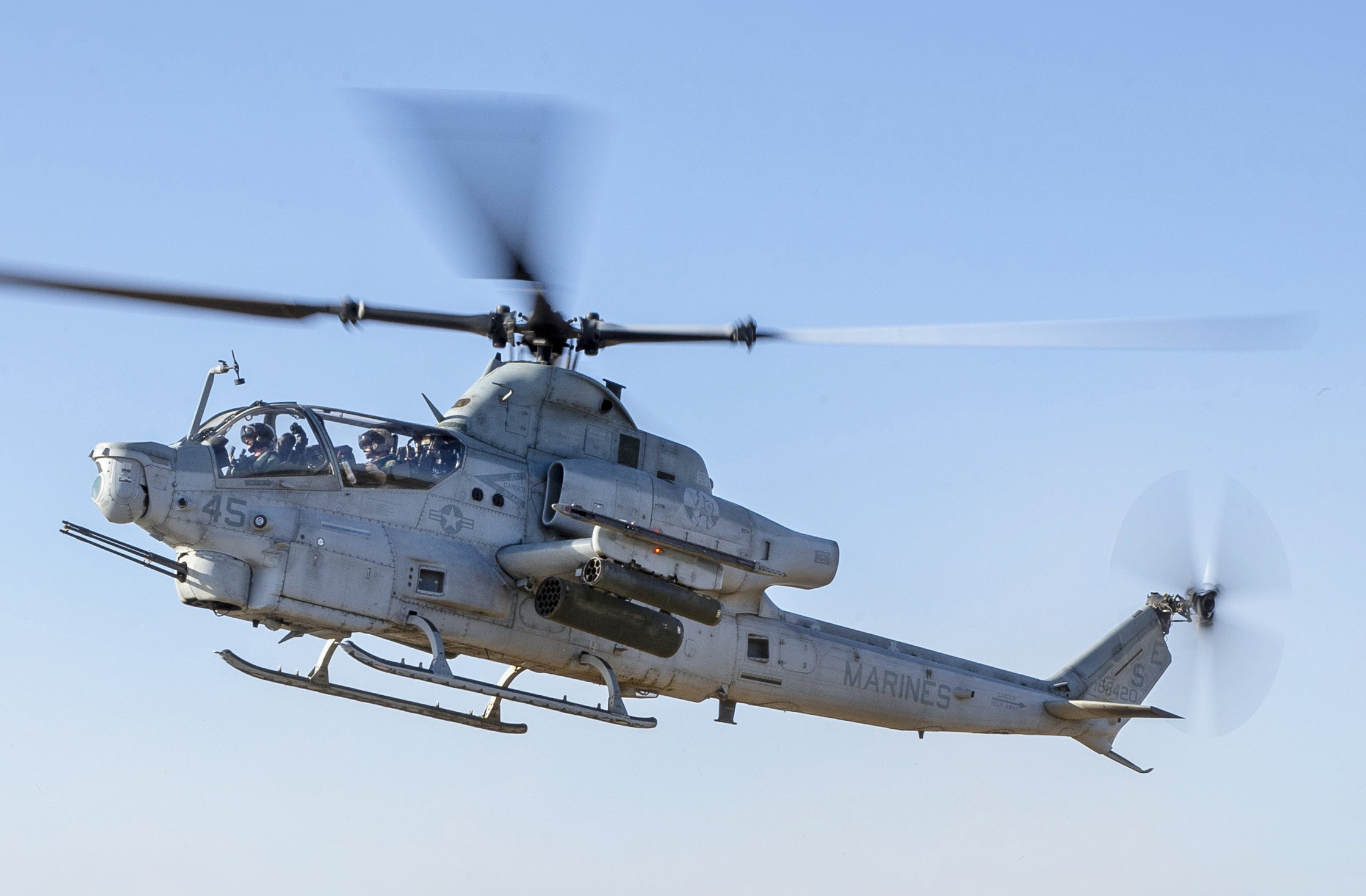
AH-1Z Viper

- 1988 - Bataille des plates-formes pétrolières Sassan et Sirri (Golfe Persique)
- 1990 - Opération Bouclier du désert (Guerre du Golfe)
- 1991 - Opération Tempête du désert (Guerre du Golfe)
- 1991 - Opération Provide Comfort (Guerre du Golfe)
- 1992 - Operation Provide Promise (en) (Guerres de Yougoslavie)
- 1992 - Opération Southern Watch (Guerre du Golfe)
- 1994-95 - Opération Deny Flight (Bosnie-Herzégovine)
- 1995- Opération Joint Endeavor (Bosnie-Herzgovine)
- 1997 - Operation Silver Wake (en) (Albanie)
- 1997 - Operation Guardian Retrieval (en) (Zaire)
- 1997 - Operation Noble Obelisk (en) (Sierra Leone)
- 2003 - Opération Iraqi Freedom
- 2004 - Première bataille de Falloujah
- 2013-15 - Opération Enduring Freedom (Guerre d'Afghanistan)

## Récompenses
| Ruban | Unit Award                                                |
|       | Joint Meritorious Unit Award                              |
|       | Navy Unit Commendation avec 2 Bronze Star                 |
|       | Meritorious Unit Commendation avec 2 Bronze Star          |
|       | National Defense Service Medal avec 2 Bronze Star         |
|       | Vietnam Service Medal avec 1 Silver Star et 2 Bronze Star |
|       | Croix de la Vaillance (Viêt Nam)                          |
|       | Vietnam Meritorious Unit Citation Civil Action Medal      |
|       | Iraq Campaign Medal                                       |
|       | Global War on Terrorism Expeditionary Medal               |
|       | Global War on Terrorism Service Medal                     |